# Liste du patrimoine immobilier classé de Modave
Cette page regroupe l'ensemble du patrimoine immobilier classé de la ville belge de Modave.
| Objet | Année de construction / Architecte | Adresse                             | Section communale | Coordonnées                      | Numéro d’inventaire | Illustration |
| --- | ---------------------------------- | ----------------------------------- | ----------------- | -------------------------------- | ------------------- | --- |
| Château des Comtes de Marchin, rue du Parc, n°4 et ses dépendances: bâtiments bordant la cour d'honneur : portail d'entrée, château, écuries, dépendances (M) et ensemble formé par ledit château, ses dépendances et le parc (S)                                                                              |                                    | Rue du Parc n°4                     | Modave            | 50° 26′ 27″ nord, 5° 17′ 13″ est | 61041-CLT-0001-01   | Château des Comtes de Marchin, rue du Parc, n°4 et ses dépendances: bâtiments bordant la cour d'honneur : portail d'entrée, château, écuries, dépendances (M) et ensemble formé par ledit château, ses dépendances et le parc (S) |
| Extension de classement du château des Comtes de Marchin : façades et toitures des 2 fermes attenantes |                                    |                                     | Modave            | 50° 26′ 29″ nord, 5° 17′ 14″ est | 61041-CLT-0006-01   | Extension de classement du château des Comtes de Marchin : façades et toitures des 2 fermes attenantes |
| Extension de classement du château des Comtes de Marchin au mur de soutènement entourant le Jardin Madame |                                    |                                     | Modave            | 50° 26′ 26″ nord, 5° 17′ 13″ est | 61041-CLT-0002-01   | Extension de classement du château des Comtes de Marchin au mur de soutènement entourant le Jardin Madame |
| Église Saint-Martin de Modave (à l'exception de la tour de la sacristie) |                                    | Rue du Centre                       | Modave            | 50° 26′ 34″ nord, 5° 18′ 05″ est | 61041-CLT-0005-01   | Église Saint-Martin de Modave (à l'exception de la tour de la sacristie) |
| L'église Saint-Nicolas |                                    |                                     | Strée             | 50° 29′ 19″ nord, 5° 19′ 27″ est | 61041-CLT-0007-01   | L'église Saint-Nicolas |
| Ensemble formé par l'église Saint-Nicolas, le cimetière qui l'entoure, la fontaine Sainte-Geneviève et la chapelle |                                    |                                     | Strée             | 50° 29′ 19″ nord, 5° 19′ 25″ est | 61041-CLT-0008-01   | Ensemble formé par l'église Saint-Nicolas, le cimetière qui l'entoure, la fontaine Sainte-Geneviève et la chapelle |
| Chapelle Saint-Pierre de Limet |                                    |                                     | Vierset-Barse     | 50° 27′ 44″ nord, 5° 17′ 40″ est | 61041-CLT-0009-01   | Chapelle Saint-Pierre de Limet |
| Oppidum de Pont-de-Bonne (M) et alentours (S) |                                    |                                     | Pont-de-Bonne     | 50° 27′ 10″ nord, 5° 16′ 54″ est | 61041-CLT-0010-01   | Image manquanteTéléverser |
| Statue de Saint-Jean Népomucène (M) et ensemble formé par cette statue et ses abords (S) |                                    | Rue Tige de Strée                   | Strée             | 50° 29′ 23″ nord, 5° 19′ 12″ est | 61041-CLT-0011-01   | Image manquanteTéléverser |
| Méandre du Hoyoux (+ CLAVIER/Clavier et Les Avins, Val Tibiémont) |                                    |                                     |                   | 50° 25′ 38″ nord, 5° 18′ 52″ est | 61041-CLT-0012-01   | Image manquanteTéléverser |
| Moulin de Survillers (façades, toitures, machinerie avec son bâti), rue du Val, n°1 (M), ensemble formé par la ferme et les ruines de l'ancien donjon, rue de Survillers, n°1; et la ferme, rue de Survillers, n°2 (EA) et extension de classement du méandre du Hoyoux (S) (+ CLAVIER/Clavier, Val Tibiémont) |                                    | Rue du Val n°1                      |                   | 50° 25′ 29″ nord, 5° 18′ 02″ est | 61041-CLT-0013-01   | Moulin de Survillers |
| Glacière à glace naturelle du château de Vierset, sise rue du Château, n°2 |                                    | Rue du Château n°2                  | Vierset-Barse     | 50° 28′ 53″ nord, 5° 17′ 53″ est | 61041-CLT-0016-01   | Image manquanteTéléverser |
| Château de Vierset |                                    | Rue de la Coulée n°1, Vierset-Barse | Vierset-Barse     | 50° 28′ 52″ nord, 5° 17′ 58″ est | 61041-CLT-0017-01   | Château de Vierset |
| Le château des Comtes de Marchin et ses dépendances: bâtiments bordant la cour d'honneur : portail d'entrée, château, écuries, dépendances (M) et ensemble formé par ledit château, ses dépendances et le parc (S)                                                                                             |                                    |                                     | Modave            | 50° 26′ 27″ nord, 5° 17′ 13″ est | 61041-PEX-0001-01   | Le château des Comtes de Marchin et ses dépendances: bâtiments bordant la cour d'honneur : portail d'entrée, château, écuries, dépendances (M) et ensemble formé par ledit château, ses dépendances et le parc (S)                |